# Robert Ilse
Hermann Robert Ilse (* 2. Dezember 1910 in Paris; † 21. Juli 1947 in Frankfurt am Main) war ein deutscher Radrennfahrer.
Robert Ilse gewann als Amateur 1926 die Straßenmeisterschaft des Ruhrgaus und wurde 1928 Gaumeister. In den Jahren 1929 und 1930 gewann er die Landesverbandsmeisterschaften auf der Bahn. 1931 gewann Ilse die Ruhrgaumeisterschaft und wurde 1932 Landesverbandsmeister. Danach entschied sich Ilse, das Radfahren als Beruf auszuüben und wurde 1934 erfolgreich Berufsfahrer auf den europäischen Radrennbahnen als Steher. Neben Walter Lohmann vom „RV Sturmvogel 04“ war Robert Ilse einer der erfolgreichsten Berufsfahrer Bochums.
Am 21. Juli 1947 stürzte Robert Ilse auf der Radrennbahn in Frankfurt am Main beim Training für die Deutsche Stehermeisterschaft. Er stieß nach einem Reifendefekt mit der Stehermaschine zusammen und verletzte sich im Fall den Oberschenkel schwer. Trotz des sofortigen Transports ins Krankenhaus und einer Blutspende seines mitgereisten Freundes, verstarb Robert Ilse infolge des Sturzes. Ab 1950 wurde zu seinem Gedächtnis alljährlich auf der Bochumer Radrennbahn ein Steherlauf gewidmet.